# Louise Nevelson
Louise Nevelson (Pereyáslav, 23 de septiembre de 1899 - Nueva York, 17 de abril de 1988) fue una pintora y escultora estadounidense de origen ucraniano. El apellido por el que se la conoce es el de casada. Es conocida por sus piezas abstractas realizadas con cajas de madera o metal y piezas al aire libre. Experimentó con el primer arte conceptual ensamblando objetos encontrados y dedicándose a la pintura y la impresión, antes de centrarse definitivamente en la escultura.

## Biografía
Nació con el nombre de Leah Berliawsky en Pereyáslav, gobernación de Poltava (ahora óblast de Kiev), Ucrania, trasladándose a los siete años a los Estados Unidos, instalándose en Maine con su familia de origen judío. Trabajó como taquígrafa en una compañía naviera donde conoció y se casó en 1920 con Charles Nevelson, un acomodado agente naviero, trasladándose a Nueva York. En 1922 nació su único hijo Myron, luego conocido como Mike, que sería escultor. 
En 1929 comenzó a estudiar en la Art´s Student´s League, decisión que no gustó a su marido, y que a la postre fue una de las causas de su separación. El divorcio formal llegó en 1941. 
Tras una breve estancia en Alemania, de donde tuvo que marcharse precipitadamente a la llegada del partido nazi al poder, se estableció en París, donde mantuvo una relación sentimental con el marchante de arte Georges Wildenstein. Comenzó así una vida bohemia, alternado el ejercicio de la pintura con incursiones en la escultura. En 1943 realizó una gran exposición en la Norlyst Gallery, donde a pesar del éxito de crítica, no consiguió vender ninguna obra. Continuó siendo una personalidad notoria en el mundillo artístico neoyorquino hasta su muerte.
En 1943, participó en The Exhibition by 31 Women que se realizó en la galería de arte de Peggy Guggenheim el Art of this Century en Nueva York.